# Syzygium mackinnonianum
Syzygium mackinnonianum är en myrtenväxtart som först beskrevs av Bernard Patrick Matthew Hyland, och fick sitt nu gällande namn av Lyndley Alan Craven och Edward Sturt Biffin. Syzygium mackinnonianum ingår i släktet Syzygium och familjen myrtenväxter. Inga underarter finns listade i Catalogue of Life.